# Поццалло
Поццалло (італ. Pozzallo, сиц. Puzzaddu) — муніципалітет в Італії, у регіоні Сицилія, провінція Рагуза.
Поццалло розташоване на відстані близько 610 км на південь від Рима, 210 км на південний схід від Палермо, 24 км на південний схід від Рагузи.
Населення — 19 582 особи (2014).
Щорічний фестиваль відбувається 7 жовтня та 24 червня. Покровитель — Madonna del Rosario.

## Демографія
Населення за роками:

Станом на 1 січня 2023 року в муніципалітеті офіційно проживало 775 іноземців з 63 країн, серед них 214 громадян країн Євросоюзу та 16 громадян України.

## Особистості
- Джорджіо Деметріо Ґалларо (*1948) — єпископ єпархії П'яна-дельї-Албанезі Італо-албанської католицької церкви.

## Сусідні муніципалітети
- Іспіка
- Модіка